# Sandra Frei
Pour les articles homonymes, voir Frei.
Sandra Frei, née le 6 août 1984 à Flims, est une snowboardeuse suisse spécialisée dans le cross.

## Palmarès

### Championnats du monde
- Championnats du monde 2007 à Arosa (Suisse) :
  -  Médaille d'argent en cross.

### Coupe du monde
- Meilleur classement au général du Cross : 11e en 2006.
- 1 victoire en course.